# Большая выпь

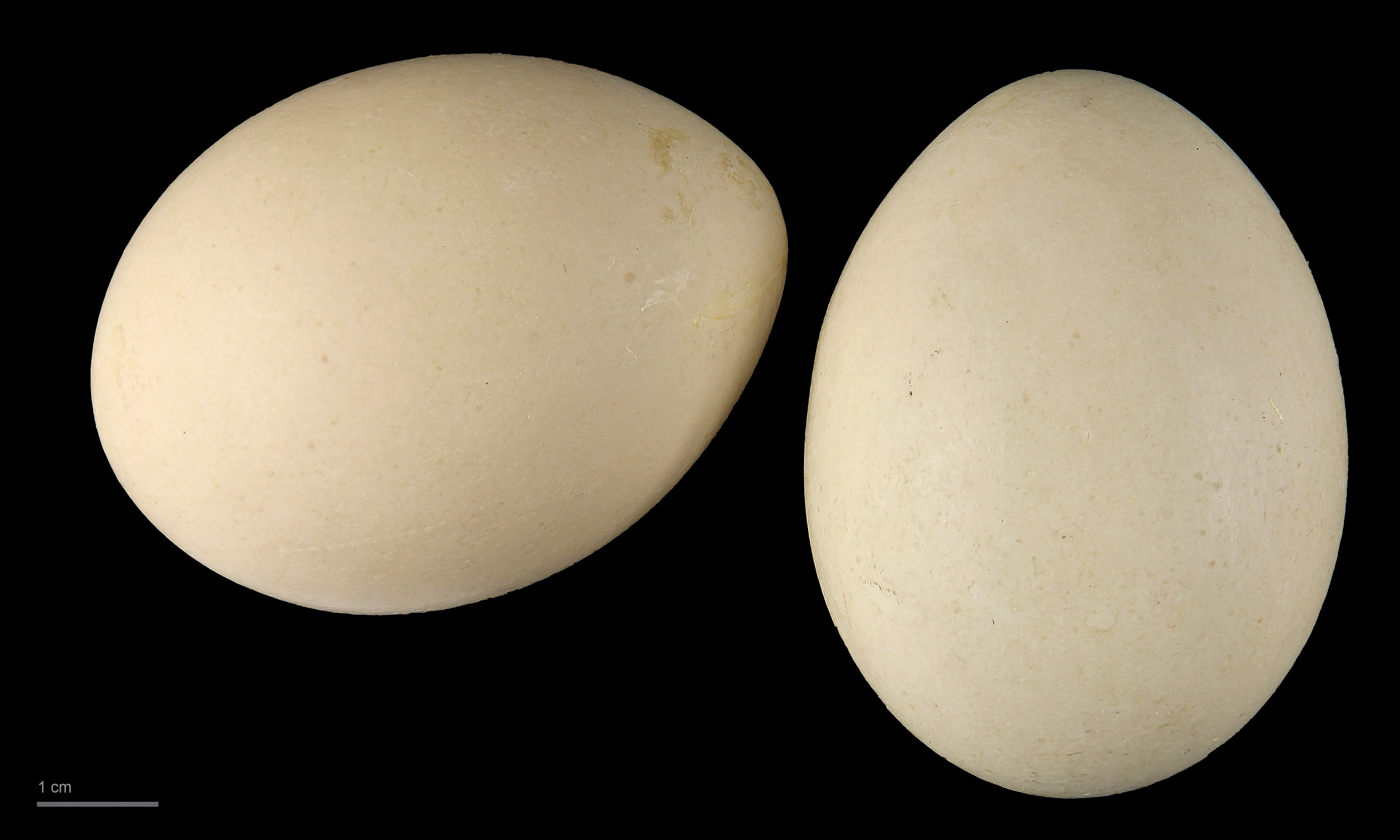
яйцо Botaurus stellaris - Тулузский музеум

Большая выпь (лат. Botaurus stellaris) — птица семейства цаплевых (Ardeidae).

## Общая характеристика
Выпь со спины имеет чёрные с желтоватыми каёмками перья, такого же цвета голова. Брюхо охристое с бурым поперечным рисунком. Хвост жёлто-бурый с черноватым рисунком. В целом такая окраска выпи является маскировочной и помогает птице оставаться незамеченной среди стеблей тростника и камыша, где она обитает. Самцы несколько крупнее самок. Масса тела самца около 1 кг, иногда до 1,9 кг, рост до 70 см и выше, самки несколько меньше. Длина крыла у самцов в среднем 34 см, у самок — 31 см.

## Распространение
Выпь гнездится от Португалии на восток до Японии и Сахалина. На юг ареал распространяется до Северо-Западной Африки, Ирана, Афганистана и Кореи. Другой подвид большой выпи населяет южные части Африки. Зимуют выпи в Средиземноморье, на Кавказе, в северной Индии, Бирме и Юго-Восточном Китае. В некоторых частях Европы выпи не улетают на зиму, а остаются на месте гнездования и благополучно доживают до весны. Однако в суровые зимы, когда замерзают все водоёмы, они гибнут.

## Образ жизни
В Россию выпь прилетает с зимовки ранней весной. В зависимости от местного климата это может быть март — май. Выпи обитают в водоёмах со стоячей водой или со слабым течением, заросших тростником и камышом. Перелёт на места зимовок начинается в конце сентября — начале октября, однако некоторые выпи улетают, уже когда выпадает первый снег. Как весной, так и осенью выпи совершают сезонные перелёты в одиночку. Линька у выпей происходит раз в году с августа по январь. Таким образом, заканчивается линька уже на зимовках. Как и многие цапли, выпь подолгу стоит неподвижно, подкарауливая добычу и резким молниеносным движением хватая её. Днём она может неподвижно стоять в зарослях, обычно на одной ноге, втянув голову и нахохлившись. Заметить её в этот момент очень сложно: она больше напоминает пучок сухих стеблей тростника. При опасности она замирает с вытянутой вертикально шеей и поднятой головой. В этом случае её заметить ещё сложнее, так как она становится похожей на тростник, клюв, вытянутый вверх, напоминает головку тростника. При прямой опасности выпь широко раскрывает клюв и отрыгивает проглоченную пищу. Для устрашения выпь пригибается к земле, расправляет крылья, нахохливается и урчит.  Загнанная в угол выпь яростно атакует, делая резкие выпады и стараясь клювом попасть в глаза.

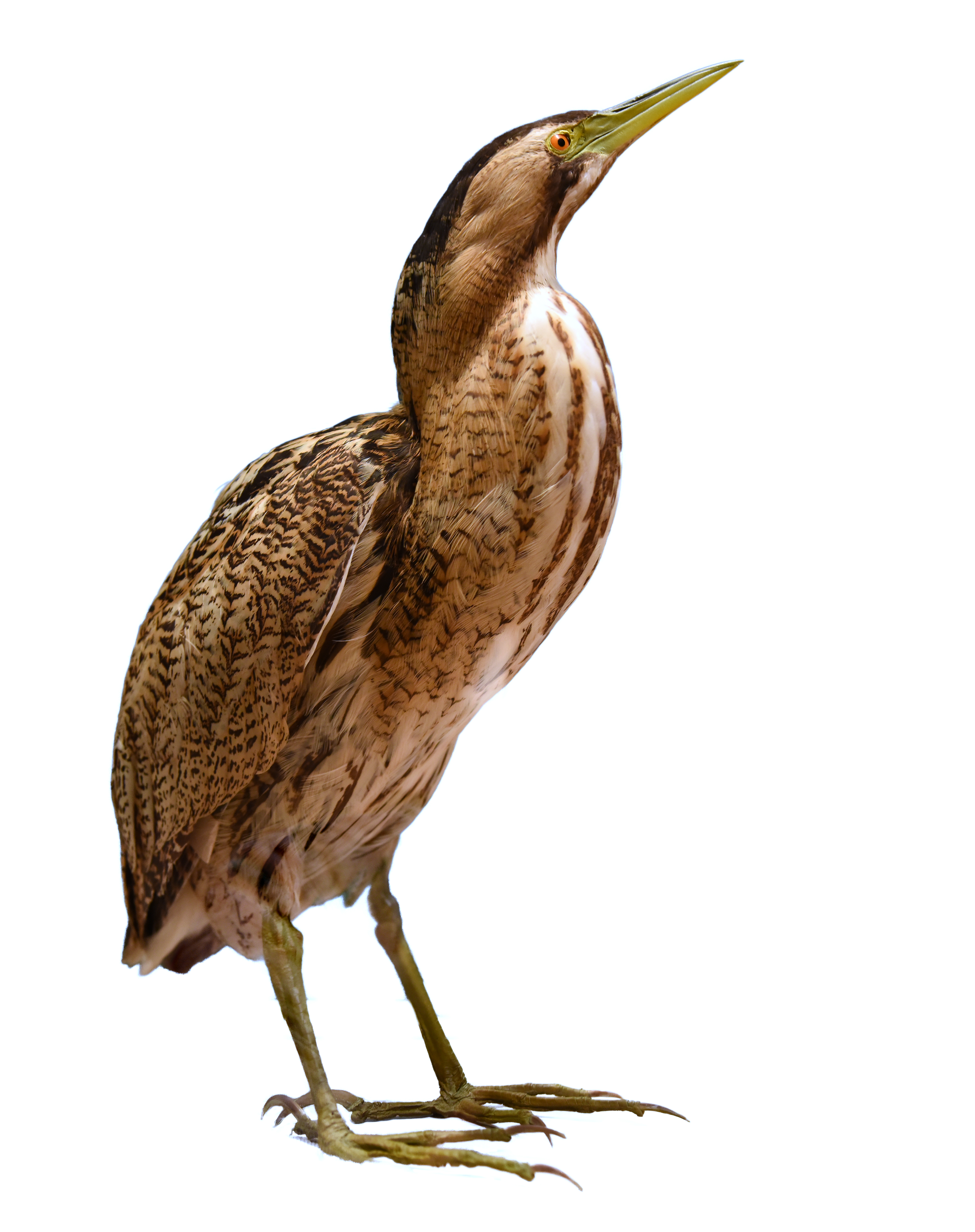

### Голос
Кричит большая выпь обычно весной и все лето, обычно в сумерках и по ночам, а также утром. В брачное время большая выпь издаёт очень громкий крик, разносящийся на 2‒4 километра в округе. Его можно передать как низкое «трумб» или «у-трумб», напоминающее короткий рёв быка. За эту особенность на украинском и белорусском языках выпь называют бугаём. Этнограф С. В. Максимов свидетельствует:
В Одоевском уезде в зарослях реки Упы поселилась птица водяной бык, или выпь, невиданная здесь до тех пор и неслыханная. Не было сил разуверить крестьян в том, что этот ночной рёв, похожий на рёв коровы, не производит водяной черт.
Некоторым голос выпи напоминает гудение ветра в трубе. С более близкого расстояния можно различить два колена: запевку — негромкое, высокое «и» или «ы», которое может звучать один, два или три раза подряд, а вслед за ней сразу основной — громкий мычащий звук. Получаются звуки наподобие «ы-буумм», повторяющиеся 3‒8 раз подряд. Такие звуки птица издаёт при помощи пищевода, который раздувается и действует как резонатор.

### Питание
Выпь питается в основном различной рыбой: карасями, линями, окунями, небольшими щуками. Также едят выпи и лягушек, тритонов, водных насекомых, червей, головастиков. Иногда ловят они и мелких млекопитающих. Птенцов выпь кормит в основном головастиками.

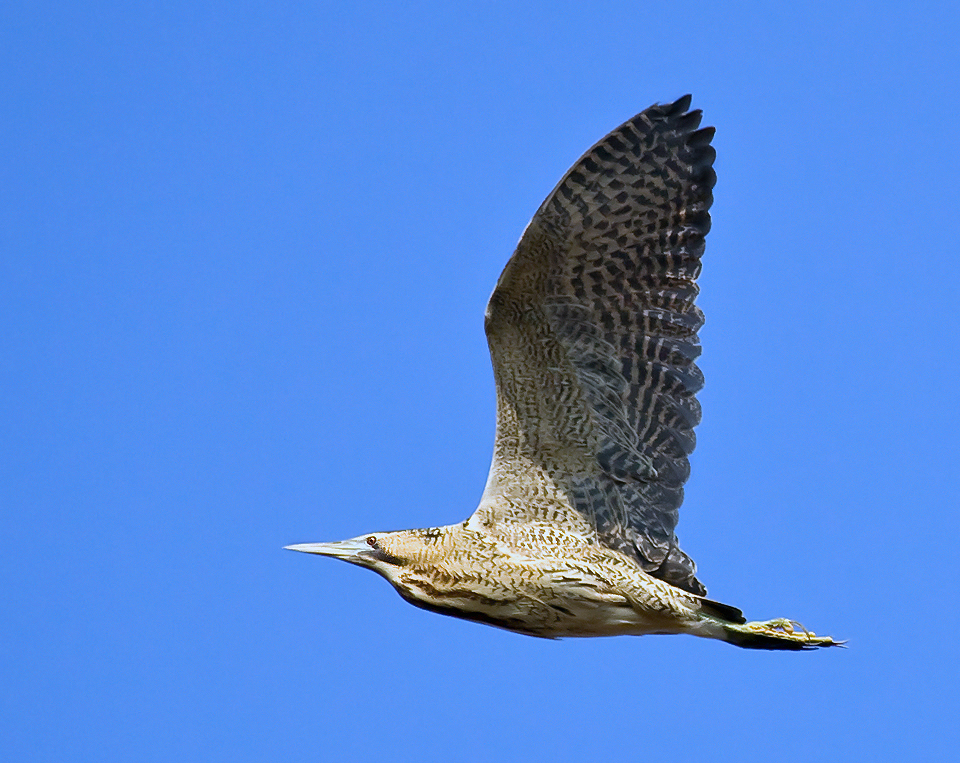
Большая выпь в полёте

### Размножение
Гнездиться выпи начинают даже в одной и той же местности очень неравномерно. Гнездо устраивают на выступающих из воды кочках, обязательно в густых зарослях. Диаметр гнезда около 50 см, высота около 35 см. В кладке бывает 3—7 яиц. Самка откладывает яйца с промежутком в 2—3 дня, однако насиживать начинает сразу после откладывания первого яйца. Насиживает яйца в основном самка, лишь изредка заменяемая самцом. Через 25—26 дней вылупляются птенцы. Через 2—3 недели после вылупления птенцы начинают выходить из гнезда, а в возрасте 2 месяцев уже умеют летать. Вскоре после того, как птенцы выпи встают на крыло, семья распадается.